# Карседо-де-Буреба
Карседо-де-Буреба (ісп. Carcedo de Bureba) — муніципалітет в Іспанії, у складі автономної спільноти Кастилія-і-Леон, у провінції Бургос. Населення — 42 особи (2010).
Муніципалітет розташований на відстані близько 140 км на північ від Мадрида, 80 км на південь від Бургоса.
На території муніципалітету розташовані такі населені пункти: (дані про населення за 2010 рік)
- Арконада: 13 осіб
- Карседо-де-Буреба: 14 осіб
- Кінтана-Уррія: 15 осіб

## Демографія
Динаміка населення (INE ):